# John Beaufort, I duca di Somerset
John Beaufort (1404 – 27 maggio 1444) fu un comandante militare inglese e terzo duca di Somerset.

## Giovinezza
Era figlio di John Beaufort, I conte di Somerset, e di Margaret Holland. Nel 1410 morì il padre e nel 1418 il fratello maggiore Henry. A quindici anni ereditò così la contea di Somerset divenendone il terzo conte.
A sedici anni andò a combattere con il cugino Enrico V d'Inghilterra in Francia. Nel 1421 accompagnò il fratello minore del re Tommaso Plantageneto, I duca di Clarence, a combattere in Angiò. Tommaso rimase ucciso nella battaglia di Baugé mentre John e suo fratello minore vennero catturati. Il 25 marzo 1425 John raggiunse la maggiore età ma le proprietà paterne dovettero essere amministrate da sua madre per altri tredici anni fino alla sua liberazione.
Rimase in prigionia fino al 1438, e dopo il pagamento del riscatto divenne uno dei principali comandanti inglesi in Francia.

## Duca di Somerset
Nel 1443 venne creato duca di Somerset e conte di Kendal, cavaliere dell'Ordine della Giarrettiera e capitano generale di Guyenne. Tuttavia egli si dimostrò un comandante scarso.
Nel 1439 sposò Margaret Beauchamp di Bletso dalla quale ebbe una figlia:
- Margaret Beaufort, (Bedfordshire, 31 maggio 1443 - Londra, 29 giugno 1509), madre di Enrico VII d'Inghilterra e nonna di Enrico VIII d'Inghilterra.

Ricoprì l'incarico durante il periodo in cui l'Inghilterra perse gran parte dei suoi territori in Francia.
Il reggente Umfredo Plantageneto, duca di Gloucester fu incapace di controllare l'amministrazione della giustizia e della finanza. All'inizio del secondo protettorato di Riccardo, duca di York, Gloucester declinò il posto di governatore luogotenente che fu quindi offerto a Somerset. Con questa nomina guadagnò come salario 600 sterline e fu luogotenente generale anche dopo l'incarico di York il 2 luglio 1440.
Somerset fu nominato Ammiraglio della marina per comandare l'esercito di Lord Talbot.
Talbot assediò dall'agosto 1440 Harfleur, che per cinque mesi era stata in mani francesi.
Carlo VII di Francia inviò un grande esercito sotto Richemont. Gli inglesi scavarono un bastione a doppio fossato con solo mille uomini, mentre la squadra di Somerset impediva l'avanzata francese dal mare, usando gli arcieri per abbattere i nemici a breve distanza.
Sconfitti, i francesi si ritirarono a Parigi, lasciando l'assedio. La città si arrese agli inglesi e venne rioccupata. York divenne furibondo in quanto Henry Beaufort, lo zio cardinale di John, avrebbe consigliato il re di chiedere la pace. Somerset fu un politico e astuto consigliere del re Enrico dicendo che la pace era un gesto umanitario e che il re di Francia era determinato a impadronirsi di Pontoise.
Quando York arrivò in Normandia nel 1441, Somerset si era dimesso. Ma la caduta di Pontoise ad opera del duca di Orléans nel settembre 1441 indebolì le guarnigioni inglesi; e in Guascogna la situazione era anche peggiore.
I Beaufort avevano inviato Sir Edward Hull, che arrivò a Bordeaux il 22 ottobre 1442 per informare York che sarebbe arrivato un enorme esercito comandato da Somerset. A York venne ordinato di fortificare Rouen; altrettanto il re e il delfino di Francia stavano minacciando Bordeaux e l'Aquitania e occuparono la città di Dax. Somerset vacillò; York fu trattenuto in quanto la Guienne si stava perdendo.
Mentre il duca di York combatteva il tattico Lord Talbot era stato nominato Luogotenente per tutta la Francia.
Con la moglie del duca di Gloucester accusata di tradimento, Somerset colse l'opportunità nell'aprile 1443 di dichiararsi Luogotenente dell'Aquitania e capitano generale di Guienne. Nel frattempo i negoziati che Somerset aveva iniziato come capitano generale erano falliti. Questi due fattori fecero rivoltare gli York contro i Beaufort. Ma l'ultimo atto fu il pagamento di 25,000 a Somerset mentre York rimase fortemente indebitato. Inoltre la Guienne stava consumando preziose risorse altrimenti destinate alla Normandia.
Nell'agosto 1443 Somerset portò 7,000 uomini Cherbourg, e marciò verso la Guascogna; lì il duca si ammalò.
Egli commise un errore grossolano a Guerche, un paese bretone con cui l'Inghilterra aveva siglato un trattato di pace. Tuttavia Somerset mise in libertà tutti i prigionieri, accettando denaro dal duca di Britannia. Marciando senza metà attraverso il Maine, egli ritornò in Inghilterra quell'inverno.
La sua morte nel 1444 fu forse un suicidio. La sua morte, e quella dello zio cardinale, segnò la fine dell'influenza dei Beaufort e aprì le porte del potere a William de la Pole. Ma gli effetti di questi eventi lasciarono risentimenti tra la dinastia York e il resto della famiglia Beaufort.

## Ascendenza
|                                            |                                 |                                       | Genitori                                    |  |  | Nonni |  |  | Bisnonni                  |  |  | Trisnonni                |  |
|                                            |                                 |                                       |                                             |  |  |       |  |  | Edoardo III d'Inghilterra |  |  | Edoardo II d'Inghilterra |  |
|                                            |                                 |                                       |                                             |  |  |       |  |  | Edoardo III d'Inghilterra |  |  | Edoardo II d'Inghilterra |  |
|                                            |                                 | Isabella di Francia                   |                                             |  |  |       |  |  | Edoardo III d'Inghilterra |  |  |                          |  |
| Giovanni Plantageneto, I duca di Lancaster |                                 |                                       |                                             |  |  |       |  |  | Edoardo III d'Inghilterra |  |  |                          |  |
|                                            |                                 | Filippa di Hainaut                    | Guglielmo I di Hainaut                      |  |  |       |  |  |                           |  |  |                          |  |
|                                            |                                 | Filippa di Hainaut                    | Guglielmo I di Hainaut                      |  |  |       |  |  |                           |  |  |                          |  |
|                                            |                                 | Filippa di Hainaut                    | Giovanna di Valois                          |  |  |       |  |  |                           |  |  |                          |  |
| John Beaufort, I conte di Somerset         |                                 | Filippa di Hainaut                    |                                             |  |  |       |  |  |                           |  |  |                          |  |
|                                            |                                 | Payne De Roet                         | …                                           |  |  |       |  |  |                           |  |  |                          |  |
|                                            |                                 | Payne De Roet                         | …                                           |  |  |       |  |  |                           |  |  |                          |  |
|                                            |                                 | Payne De Roet                         | …                                           |  |  |       |  |  |                           |  |  |                          |  |
| Katherine Swynford                         |                                 | Payne De Roet                         |                                             |  |  |       |  |  |                           |  |  |                          |  |
|                                            |                                 | …                                     | …                                           |  |  |       |  |  |                           |  |  |                          |  |
|                                            |                                 | …                                     | …                                           |  |  |       |  |  |                           |  |  |                          |  |
|                                            |                                 | …                                     | …                                           |  |  |       |  |  |                           |  |  |                          |  |
| John Beaufort                              |                                 | …                                     |                                             |  |  |       |  |  |                           |  |  |                          |  |
|                                            | Thomas Holland, I conte di Kent | Robert de Holland, I barone di Holand |                                             |  |  |       |  |  |                           |  |  |                          |  |
|                                            | Thomas Holland, I conte di Kent | Robert de Holland, I barone di Holand |                                             |  |  |       |  |  |                           |  |  |                          |  |
|                                            | Thomas Holland, I conte di Kent | Maud la Zouche                        |                                             |  |  |       |  |  |                           |  |  |                          |  |
| Thomas Holland, II conte di Kent           | Thomas Holland, I conte di Kent |                                       |                                             |  |  |       |  |  |                           |  |  |                          |  |
|                                            |                                 | Giovanna di Kent                      | Edmondo Plantageneto, I conte di Kent       |  |  |       |  |  |                           |  |  |                          |  |
|                                            |                                 | Giovanna di Kent                      | Edmondo Plantageneto, I conte di Kent       |  |  |       |  |  |                           |  |  |                          |  |
|                                            |                                 | Giovanna di Kent                      | Margaret Wake                               |  |  |       |  |  |                           |  |  |                          |  |
| Margaret Holland                           |                                 | Giovanna di Kent                      |                                             |  |  |       |  |  |                           |  |  |                          |  |
|                                            |                                 | Richard FitzAlan, X conte di Arundel  | Edmund FitzAlan, IX conte di Arundel        |  |  |       |  |  |                           |  |  |                          |  |
|                                            |                                 | Richard FitzAlan, X conte di Arundel  | Edmund FitzAlan, IX conte di Arundel        |  |  |       |  |  |                           |  |  |                          |  |
|                                            |                                 | Richard FitzAlan, X conte di Arundel  | Alice de Warenne                            |  |  |       |  |  |                           |  |  |                          |  |
| Alice FitzAlan                             |                                 | Richard FitzAlan, X conte di Arundel  |                                             |  |  |       |  |  |                           |  |  |                          |  |
|                                            |                                 | Eleonora di Lancaster                 | Enrico Plantageneto, III conte di Lancaster |  |  |       |  |  |                           |  |  |                          |  |
|                                            |                                 | Eleonora di Lancaster                 | Enrico Plantageneto, III conte di Lancaster |  |  |       |  |  |                           |  |  |                          |  |
|                                            |                                 | Eleonora di Lancaster                 | Maud Chaworth                               |  |  |       |  |  |                           |  |  |                          |  |
|                                            |                                 | Eleonora di Lancaster                 |                                             |  |  |       |  |  |                           |  |  |                          |  |